# Жаманшин (река)
Жаманшин (порт. Rio Jamanxim) — река в Бразилии, правый и крупнейший приток реки Тапажос (бассейн Амазонки). Длина 510 км (по иным данным — 657 км). Площадь водосборного бассейна — 58001 км²

## Течение
Берёт начало на северном склоне гор Серра-ду-Кашимбу. Течёт преимущественно на север, в нижнем течении — на северо-запад. Впадает в Тапажос выше Итайтубы, напротив национального парка «Амазония». На правом берегу реки стоит город Нову-Прогресу. К востоку, параллельно реке проходит федеральная дорога BR-163 . В среднем и нижнем течении река порожиста (крупные пороги: Тровоада, Такупари).[какой?]
Основной приток — река Риу-Нову.

## Бассейн
- Жаманшин
  - Клару порт. Rio Claro — (л)
  - Риу-дас-Араяс порт. Rio das Arraias — (п)
  - Риу-Нову порт. Rio Novo— (л)
    - Сурубин — (л)

  - Арури порт. Rio Aruri — (п)
    - Риу-Бранку порт. Rio Branco — (п)

  - Токантинс порт. Rio Tocantins — (л)
  - Жаманшинью порт. Rio Jamanxinho — (п)